# Willys-Overland do Brasil
La Willys-Overland do Brasil o simplemente Willys Brasil, fue una empresa fabricante de automóviles, subsidiaria del fabricante estadounidense Willys-Overland Motors, a su vez propiedad de la Kaiser Motors Corp. con base en Brasil. Fue fundada el 26 de abril de 1952 e inauguró su primera línea de producción en el año 1954 en la localidad de São Bernardo do Campo, Estado de São Paulo. Fue la primera subsidiaria de la marca Willys en Sudamérica y a su vez fue la contrapartida del fabricante argentino Industrias Kaiser Argentina, que fabricaba bajo licencia los productos de Willys, pero los comercializaba bajo su propia marca (IKA).
A lo largo de su existencia, Willys Brasil produjo la línea de utilitarios de dicha marca entre los que se incluían el Jeep, el Willys Rural (que tuvo su producción también en Argentina bajo el nombre de IKA Estanciera) y el Willys Pickup (también producido por IKA, pero con el nombre de Baqueano). Al mismo tiempo, fue producida en Brasil una línea local de automóviles de turismo basada en la línea Aero-Willys, entre los que se incluyeron la versión local del Aero Lark (llamado simplemente Aero) y dos desarrollos locales proyectados sobre el chasis de este modelo, siendo los mismos un sedán que fue denominado como "Itamaraty" y una limusina conocida como "Itamaraty Executivo". Por otra parte y al igual que su contraparte argentina, Willys Brasil suscribió un convenio con el fabricante francés Renault, por el cual produjo el Renault Dauphine (sedán subcompacto con el cual se pretendió acaparar a las clases más populares) y una versión local del Alpine A110 que fue conocida como Willys Interlagos. Asimismo, en 1964 fue presentado un proyecto que fue denominado como Willys Capeta, el cual nunca pudo ser producido.
En 1958, Willys inició un plan de expansión en el territorio brasileño que incluyó la compra en 1958 de una fundidora de hierro en la localidad de Taubaté, Estado de São Paulo, como así también la apertura en 1966 de una nueva fábrica en Jaboatão, Estado de Pernambuco, la cual se constituyó como la primera planta de producción de automóviles del nordeste brasileño. En la primera planta, se instaló la División de Productos Especiales (Divisão de Produtos Especiais) de donde se producían motores y otros elementos, mientras que hacia la segunda planta fue trasladada la producción de la línea utilitaria de Willys.
Los acuerdos firmados con el fabricante francés Renault permitieron avanzar con el plan de producir en Brasil un modelo derivado del Proyecto "M", concepto desarrollado en Francia del cual tiempo más tarde derivó la producción del Renault 12. Sin embargo, la crisis económica manifiesta sobre los últimos años de la década del '60 puso en jaque las actividades de la Willys, haciendo peligrar su producción y provocando finalmente el llamado a convocatoria de acreedores.
Finalmente, en 1967 la Ford Motor do Brasil se hizo cargo con el control del total de las acciones de la Willys-Overland do Brasil, haciéndola desaparecer en 1968 y constituyendo la Ford-Willys do Brasil. Esta nueva empresa mantuvo en producción los últimos remanentes de producción de la marca Willys hasta el año 1984, a la vez de continuar con las negociaciones con Renault de Francia para fabricar el Proyecto "M", lo que terminó derivando en la producción del Ford Corcel. Las fábricas que Willys había inaugurado en São Bernardo do Campo y Taubaté pasaron a ser controladas por Ford, mientras que la planta de Jaboatão fue desactivada y posteriormente adquirida por Fiat, donde se instaló una fábrica de producción autopartista. En paralelo a esta última planta, en 2015 Fiat inauguró una nueva planta de producción en la localidad de Goiana, Estado de Pernambuco, donde tiene lugar la producción del Jeep Renegade. La inauguración de esta fábrica y de la línea de producción de dicho modelo, significó el retorno de a la producción en Brasil de la marca Jeep, tras más de 30 años.

## Historia

### Los comienzos
Los inicios de Willys en Brasil tuvieron lugar de la mano de los primeros importadores que trajeron la marca al país. Existieron agentes oficiales tales como Schill & Company, catalogado como agente oficial para Río de Janeiro y Sao Paulo, o Alfredo Carneiro e Cia, quien estaba ubicado sobre la calle José Bonifâcio 21 de la capital paulista. Estos agentes importaban y comercializaban los vehículos de la marca, en una actividad que lamentablemente tuvo que parar en el año 1942, como producto del ingreso de los Estados Unidos a la Segunda Guerra Mundial y el cierre de las exportaciones por parte del país del Norte. Este escenario, provocó la primera desaparición de la marca Willys en el Brasil.
Sin embargo, finalizada la Segunda Guerra Mundial, el panorama sobre la industria automotriz cambiaría para todo el mundo, incluido el Brasil. Y en este contexto fue que emergió la figura de Euclydes Gudole Aranha, hijo de Oswaldo Aranha embajador brasileño en los Estados Unidos de la preguerra. Este muchacho había partido al frente de batalla, no como un conscripto sino como un civil, ya que ofició de traductor entre los altos mandos brasileños y la comandancia estadounidense. Durante su estadía en el frente de batalla, Euclydes fue testigo del accionar y comportamiento de la última máquina de movilidad en combate del ejército estadounidense: el Jeep. En ese tiempo, tuvo la posibilidad de analizar la aplicación de sus cualidades mecánicas en los terrenos brasileños y la posibilidad de su comercialización al público. Cabe destacar que en esos años y ante el descononcimiento de la existencia del Jeep, las tropas brasileñas apenas podían movilizarse sobre viejos Ford Modelo A, lo cual evidenciaba lo precario de la flota de guerra brasileña. Fue así que tras su regreso al país, en 1947 decidió constituir sobre la base de su empresa familiar (Gastal S.A.), la posibilidad de establecer un nuevo representante automotriz, estableciéndose en Río de Janeiro, por ese entonces capital brasileña.
Con esta jugada Aranha consiguió anticiparse a lo que se venía ya que, en la posguerra, la industria automotriz estadounidense ingresó en un embudo financiero que provocó el cierre de múltiples fabricantes, con excepción de los llamados 3 Grandes de Detroit (Ford, General Motors y Chrysler). Willys también conseguiría subsistir, gracias al éxito que había acuñado con la creación del Jeep y que para fortuna de Aranha, no tardaría en firmar un acuerdo con Gastal S.A. para comenzar la exportación de material para su ensamblaje en territorio brasileño. Sin embargo, pronto la demanda terminó superando las expectativas, a la vez de resultar la empresa muy pequeña para cubrir el territorio brasileño. Fue así que ante esta situación, Gastal lanzaría una convocatoria para lograr la primera red de ventas, consiguiendo el apoyo de 11 agentes de venta. De esta forma, comenzó a hacerse realidad el sueño de contar con el Jeep en Brasil.

## Productos

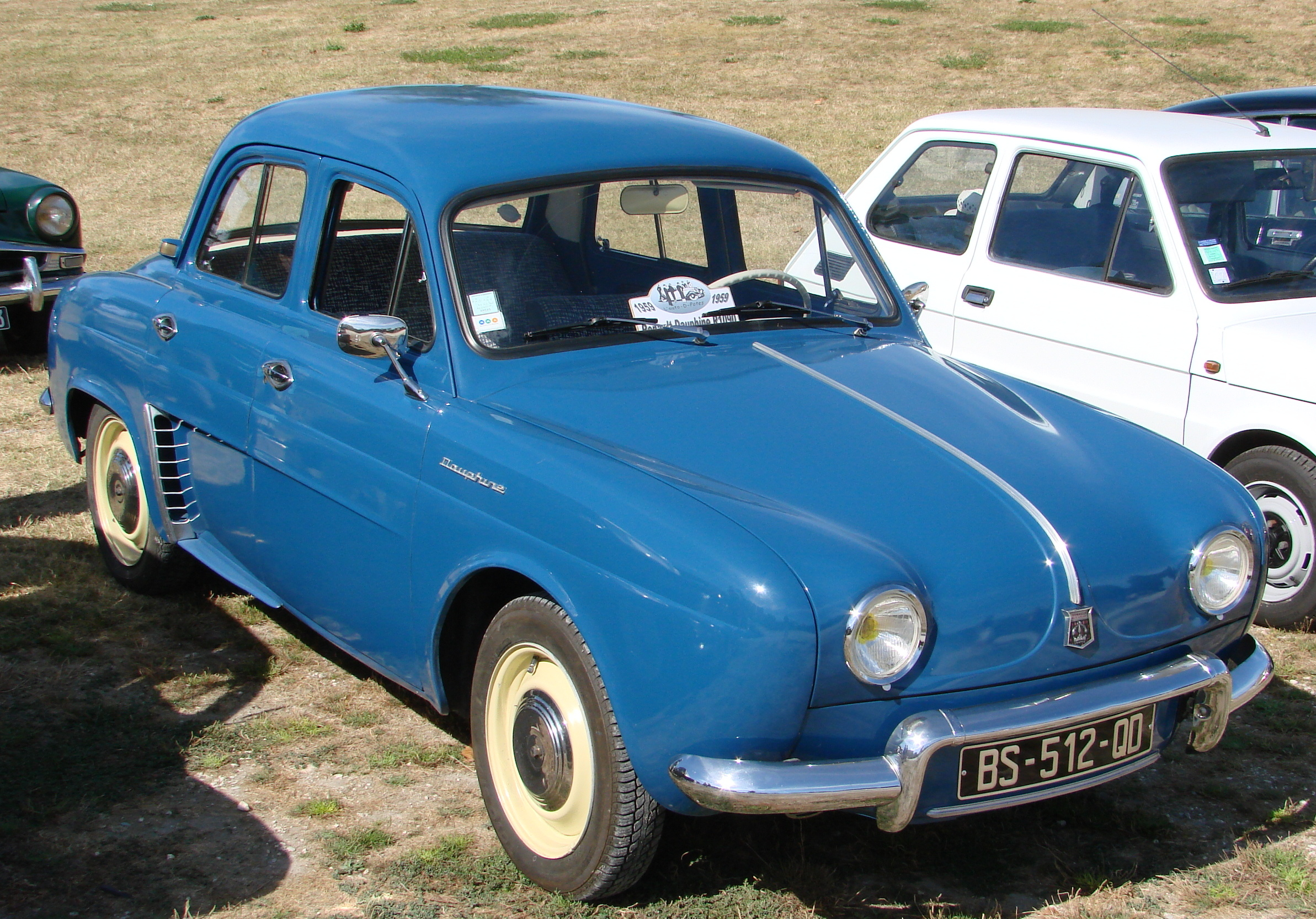
Renault Dauphine

- Willys Jeep
- Willys Rural
- Willys Pickup
- Willys Aero
- Willys Itamaraty
- Willys Itamaraty Executivo
- Willys Interlagos
- Renault Dauphine